# Yuya Mitsunaga
Yuya Mitsunaga (光永 祐也 Mitsunaga Yuya?), född 29 november 1995 i Fukuoka prefektur, är en japansk fotbollsspelare.
Mitsunaga började sin karriär 2014 i Avispa Fukuoka. Efter Avispa Fukuoka spelade han för AC Nagano Parceiro, Azul Claro Numazu, Roasso Kumamoto, Fujieda MYFC och Thespakusatsu Gunma.